# Warburton (Victoria)
Pour les articles homonymes, voir Warburton.
Warburton est une ville à 74 kilomètres à l'est de Melbourne, dans l'État du Victoria en Australie. Au recensement de 2006, Warburton avait une population de 2288 habitants.
Warburton est une destination touristique, avec vue sur les montagnes pittoresques et les collines environnantes. Le fleuve Yarra passe à travers la commune et est bordé de sentiers de randonnées. La ville est à 20 minutes en voiture du Mont Donna Buang qui est couvert de neige en hiver. Restaurants et cafés, promenades fluviales et établissements vinicoles représentent les attractions locales les plus populaires.
À l'est de Warburton se trouve un grand bassin de drainage des eaux appelé Upper Yarra Dam (Barrage supérieur de Yarra) qui alimente Melbourne en eau.

## Événements
Les habitants de cette localité ont ressenti le tremblement de terre de magnitude 5,2 à 5,4 avec des répliques à 3,1, qui secoua le Victoria le 19 juin 2012,.